# Yorbe Vertessen
Yorbe Vertessen, né le 8 janvier 2001 à Tirlemont en Belgique, est un footballeur belge qui joue au poste d'attaquant au Red Bull Salzbourg.

## Biographie

### En club

#### PSV Eindhoven (2019-2024)
Né à Tirlemont en Belgique, Yorbe Vertessen commence le football au KVC Westerlo, avant de rejoindre très jeune le centre de formation du PSV Eindhoven, en 2009. Il signe son premier contrat avec le PSV à seulement 16 ans, en janvier 2017. Grand espoir du club, il prolonge son contrat le 8 janvier 2019, jour de ses 18 ans, pour un contrat courant jusqu'en juin 2022,.
En mai 2021, il prolonge son contrat avec le PSV jusqu'en 2025.
Le 21 juillet 2021, Vertessen joue son premier match de Ligue des champions, lors d'une rencontre de tour préliminaire face au Galatasaray SK. Il est titulaire et son équipe s'impose par cinq buts à un.
Avec le PSV, Vertessen remporte le premier titre de sa carrière, le 17 avril 2022, lors de la finale de la coupe des Pays-Bas face à l'Ajax Amsterdam. Il entre en jeu à la place de Eran Zahavi et son équipe l'emporte par deux buts à un.

##### Prêt à l'Union Saint-Gilloise
Le 28 janvier 2023, Yorbe Vertessen rejoint l'Union Saint-Gilloise sous la forme d'un prêt jusqu'à la fin de la saison. Il participe à 20 matches mais n'est aligné que six fois dans le onze de base,.

##### Retour au PSV Eindhoven
Après un prêt de cinq mois à Union Saint-Gilloise, il retourne le 30 juin 2023 au PSV Eindhoven.

#### Red Bull Salzbourg (depuis 2025)
En manque de temps de jeu à l'Union Berlin, Yorbe Vertessen profite du mercato d'hiver 2024-2025 pour négocier un transfert vers le Red Bull Salzbourg.

### En sélections nationales
Yorbe Vertessen représente la Belgique depuis les moins de 15 ans. Avec cette sélection il joue un total de cinq matchs et inscrits deux buts entre 2015 et 2016.
Yorbe Vertessen est sélectionné avec l'équipe de Belgique des moins de 17 ans pour participer au championnat d'Europe des moins de 17 ans en 2018. Titulaire à la pointe de l'attaque belge lors de ce tournoi, il inscrit un total de quatre buts en quatre matchs disputés. Son équipe est battue en demi-finale par l'Italie (2-1). Avec ses quatre buts il termine meilleur buteur de cette compétition, à égalité avec l'Italien Edoardo Vergani.
Avec les moins de 18 ans, Vertessen marque trois buts en six matchs.
Yorbe Vertessen joue son premier match avec l'équipe de Belgique espoirs le 3 septembre 2021 contre la Turquie. Il entre en jeu à la place de Loïs Openda et se fait remarquer en inscrivant également son premier but avec les espoirs, participant ainsi à la victoire de son équipe par trois buts à zéro.

## Statistiques

### En club
| Saison                | Club                        | Championnat           | Championnat | Championnat | Championnat | Coupe(s) nationale(s) | Coupe(s) nationale(s) | Coupe(s) nationale(s) | Supercoupe | Supercoupe | Supercoupe | Compétition(s) continentale(s) | Compétition(s) continentale(s) | Compétition(s) continentale(s) | Compétition(s) continentale(s) | Autres compétitions | Autres compétitions | Autres compétitions | Autres compétitions | Total | Total | Total |
| Saison                | Club                        | Division              | M.          | B.          | P.d.        | M.                    | B.                    | P.d.                  | M.         | B.         | P.d.       | Comp.                          | M.                             | B.                             | P.d.                           | Comp.               | M.                  | B.                  | P.d.                | M.    | B.    | P.d.  |
| 2019-2020             | Jong PSV                    | Eerste Divisie        | 9           | 4           | 2           | -                     | -                     | -                     | -          | -          | -          | -                              | -                              | -                              | -                              | -                   | -                   | -                   | -                   | 9     | 4     | 2     |
| 2020-2021             | Jong PSV                    | Eerste Divisie        | 5           | 1           | 0           | -                     | -                     | -                     | -          | -          | -          | -                              | -                              | -                              | -                              | -                   | -                   | -                   | -                   | 5     | 1     | 0     |
| Sous-total            | Sous-total                  | Sous-total            | 14          | 5           | 2           | -                     | -                     | -                     | -          | -          | -          | -                              | -                              | -                              | -                              | -                   | -                   | -                   | -                   | 14    | 5     | 2     |
| 2020-2021             | PSV Eindhoven               | Eredivisie            | 15          | 2           | 3           | 1                     | 0                     | 0                     | -          | -          | -          | C3                             | 2                              | 0                              | 0                              | -                   | -                   | -                   | -                   | 18    | 2     | 3     |
| 2021-2022             | PSV Eindhoven               | Eredivisie            | 24          | 6           | 3           | 4                     | 0                     | 1                     | 1          | 1          | 1          | C1+C3+C4                       | 5+6+3                          | 0+1+1                          | 0+0+0                          | -                   | -                   | -                   | -                   | 43    | 9     | 5     |
| 2022-2023             | PSV Eindhoven               | Eredivisie            | 8           | 0           | 0           | 1                     | 0                     | 0                     | -          | -          | -          | C1+C3                          | 0+3                            | 0+2                            | 0+0                            | -                   | -                   | -                   | -                   | 12    | 2     | 0     |
| 2023-2024             | PSV Eindhoven               | Eredivisie            | 17          | 3           | 2           | 2                     | 1                     | 0                     | 1          | 0          | 0          | C1                             | 9                              | 1                              | 2                              | -                   | -                   | -                   | -                   | 29    | 5     | 4     |
| Sous-total            | Sous-total                  | Sous-total            | 64          | 11          | 8           | 8                     | 1                     | 1                     | 2          | 1          | 1          | -                              | 28                             | 5                              | 2                              | -                   | -                   | -                   | -                   | 102   | 18    | 12    |
| 2022-2023             | Union Saint-Gilloise (prêt) | Division 1A           | 9           | 3           | 2           | 2                     | 0                     | 0                     | -          | -          | -          | C1+C3                          | 0+3                            | 0+1                            | 0+1                            | PO1                 | 6                   | 0                   | 0                   | 20    | 4     | 3     |
| 2023-2024             | Union Berlin                | Bundesliga            | 13          | 3           | 2           | -                     | -                     | -                     | -          | -          | -          | -                              | -                              | -                              | -                              | -                   | -                   | -                   | -                   | 13    | 3     | 2     |
| 2024-2025             | Union Berlin                | Bundesliga            | 17          | 1           | 0           | 2                     | 1                     | 0                     | -          | -          | -          | -                              | -                              | -                              | -                              | -                   | -                   | -                   | -                   | 19    | 2     | 0     |
| Sous-total            | Sous-total                  | Sous-total            | 30          | 4           | 2           | 2                     | 1                     | 0                     | -          | -          | -          | -                              | -                              | -                              | -                              | -                   | -                   | -                   | -                   | 32    | 5     | 2     |
| 2024-2025             | Red Bull Salzbourg          | Bundesliga            | 16          | 5           | 2           | -                     | -                     | -                     | -          | -          | -          | -                              | -                              | -                              | -                              | CMC                 | 3                   | 0                   | 0                   | 19    | 5     | 2     |
| 2025-2026             | Red Bull Salzbourg          | Bundesliga            | 2           | 3           | 0           | -                     | -                     | -                     | -          | -          | -          | C1+C3                          | 4                              | 1                              | 0                              | -                   | -                   | -                   | -                   | 6     | 4     | 0     |
| Sous-total            | Sous-total                  | Sous-total            | 18          | 8           | 2           | -                     | -                     | -                     | -          | -          | -          | -                              | 4                              | 1                              | 0                              | -                   | 3                   | 0                   | 0                   | 25    | 9     | 2     |
| Total sur la carrière | Total sur la carrière       | Total sur la carrière | 135         | 31          | 16          | 12                    | 2                     | 1                     | 2          | 1          | 1          | -                              | 35                             | 7                              | 3                              | -                   | 9                   | 0                   | 0                   | 193   | 41    | 21    |

## Palmarès

### En club
|  |  | PSV Eindhoven - Coupe des Pays-Bas (1) : - Vainqueur : 2022. - Johan Cruijff Schaal : - Finaliste : 2023. |